# نادی‌هودوش
نادْیْ‌هودوش (به مجاری:  Nagyhódos) یک منطقهٔ مسکونی در مجارستان است که در سابولچ-ساتمار-برگ واقع شده‌است. نادی‌هودوش ۷٫۶۵ کیلومتر مربع مساحت و ۱۱۷ نفر جمعیت دارد.